# Steven Biegler

Bischofswappen von Steven Biegler

Steven Robert Biegler (* 22. März 1959 in Mobridge, South Dakota, Vereinigte Staaten) ist ein US-amerikanischer Geistlicher und römisch-katholischer Bischof von Cheyenne.

## Leben
Steven Biegler empfing am 9. Juli 1993 durch Bischof Charles Joseph Chaput OFMCap das Sakrament der Priesterweihe für das Bistum Rapid City.
Am 16. März 2017 ernannte ihn Papst Franziskus zum Bischof von Cheyenne. Der Erzbischof von Denver, Samuel Joseph Aquila, spendete ihm am 5. Juni desselben Jahres die Bischofsweihe. Mitkonsekratoren waren der Erzbischof von Anchorage, sein Amtsvorgänger Paul Dennis Etienne, und der Bischof von Rapid City, Robert Dwayne Gruss.